# Belmontejo
Belmontejo é um município da Espanha, na província de Cuenca, comunidade autônoma de Castela-Mancha. Tem 53 km² de área e em 2021 tinha 143 habitantes (densidade: 2,7 hab./km²). Limita com os municípios de Albaladejo del Cuende, Cervera del Llano, Olivares de Júcar, La Parra de las Vegas, San Lorenzo de la Parrilla e Villaverde y Pasaconsol.